# Підземне озеро
Підзе́мне о́зеро — гідрологічний заказник місцевого значення в Україні. Об'єкт природно-заповідного фонду Миколаїської області. 
Розташований у Вознесенському районі Миколаївської області, біля села Бузьке. 
Площа 41 га. Статус отриманий відповідно до рішення виконкому Миколаївської обласної ради від 23.10.1984 № 448. Перебуває у користуванні ВАТ «Зелений гай». 